# La Leçon de piano (Renoir)
Pour les articles homonymes, voir La Leçon de piano.
La Leçon de piano est un tableau réalisé par le peintre français Auguste Renoir vers 1889. Cette huile sur toile représente deux jeunes filles vêtues de robes rouges à un piano, celle qui est debout officiant comme tourneuse de pages. Achetée en 1944, l'œuvre est conservée au Joslyn Art Museum, à Omaha, dans le Nebraska, aux États-Unis, mais d'autres versions existent ailleurs dans le monde, ainsi Jeunes Filles au piano au musée d'Orsay, à Paris.